# 逹瑯
逹瑯（たつろう、本名：岩上達郎（いわかみ たつお）1979年8月21日 - ）は、日本のロックバンド・ムックのボーカリスト。茨城県水戸市出身。バンドメンバー内での愛称はたつー、たつえ等。

## 概要
- 茨城県立茨城東高等学校出身。18歳の時ミヤと共にムックを結成。当初はTATTOOという名前だったが、後に改名した。ムックの元ドラマーSATOちは高校の同級生にあたる。

- ムックではミヤと共に作詞・作曲を数多く手掛ける。音楽性としては、主にLUNA SEAやBUCK-TICK等から影響を受けている。

- 身長は182cm・体重は60kg台前半とメンバー内で最も長身・痩せ型であり、ライブでは常に手を振ったりして動きながら歌う。

- 2021年12月、ソロプロジェクトの始動を発表。同12月27日開催のイベント「JACK IN THE BOX 2021」にて初ステージ、2022年1月より初となるツアーをスタート(東名阪+追加公演として横浜公演。大阪・名古屋公演は1月開催予定だったものを4月に延期して開催)。
- 2月2日にはアルバム「=（equal）」「非科学方程式」を2作同時リリース[1]。
- 2022年4月、初となるアコースティックスタイルでのソロライブを大阪・名古屋にて実施。

## ディスコグラフィ

### シングル
|     | 発売日        | タイトル     | 規格品番                                      | 備考 |
| --- | ------------- | ------------ | --------------------------------------------- | ---- |
| 1st | 2022年9月21日 | エンドロール | DCCA-1097～1098: 初回限定盤 DCCA-1099: 通常盤 |      |
|     | 2023年3月15日 | 残刻         |                                               |      |
|     | 2023年12月6日 | ソラノカタチ |                                               |      |

### 映像作品
|     | 発売日        | タイトル                                       | 規格品番               | 備考 |
| --- | ------------- | ---------------------------------------------- | ---------------------- | ---- |
| 1st | 2022年9月21日 | はじめまして逹瑯です。LIVE in KT Zepp Yokohama | DCXA-1: 完全生産限定盤 |      |

### 楽曲提供
- jealkb「恋心」［作詞・作曲：逹瑯　編曲：jealkb］
- Fantôme Iris
  - 「ラプソディア」［作詞：逹瑯　作曲・編曲：逹瑯・足立房文］※同楽曲のセルフカバー版をシングル『エンドロール』のカップリング曲として収録[2]
  - 「Brilliant Days」［作詞：逹瑯　作曲・編曲：逹瑯・足立房文］

## 人物
- 尊敬するボーカリストとしてBUCK-TICKの櫻井敦司、THE YELLOW MONKEYの吉井和哉をあげている。
- 「テト」という名のメスの猫を飼っている。あだ名は「テトち」。
- 長年に渡り黒髪長髪であったが、デビュー当時は短髪で現在とはかけ離れたスタイルだった。17thシングル「ファズ」のころに一回、髪をバッサリ切った。2015年に入り、再び髪を短くしている。
- TATTOOから逹瑯に改名する経緯として、「猫を庇って車に轢かれたTATTOOの遺志を逹瑯が継いだ」というものがあり、新宿ライカエジソンではインストアイベントの一環としてTATTOOの葬儀が執り行われた。
- 絵が上手い。ライブアンケートは現在まで逹瑯が手書きで書いている。また即興で似顔絵を描けるなど、腕前は確か。本人は「ドラゴンボールから影響を受けている」と語っている。
- 性格がやや強引で人見知りせず、交友関係も広い。初対面のYUKKEにプロレス技をかけた事がある。
- MERRYのガラ、シドの明希と仲がいい。
- 実家が水戸市内に現存する美容室であり、バンドマンになる前は美容師になるために専門学校に通っていた。兄達も美容師として開業しており、その一人が青山に店を持っていることを、逹瑯本人がオフィシャルブログで宣伝している[3]。
- 2012年にシングル『ニルヴァーナ』を発売した際、「声がタレントの出川哲朗に似ている」と話題になり、PRポスターにてムックと出川の共演が実現した。また出川は、同年6月9日に行われた15周年記念ライブ「MUCCvsムックvsMUCC」に際し、15周年のお祝いコメントを寄せている。
- BARKSにて、異種格闘技対談と称し、様々なジャンルのアーティストとの対談を行った。

## 主なライブ
- 2013年12月31日 - Over The Edge '13
- 2015年12月31日 - Tokyo Chaos 2015
- 2018年01月15日・16日・29日・30日 - PANDORA JUKE BOX
- 2021年12月27日 - DANGER CRUE 40th Anniversary JACK IN THE BOX 2021
- 2022年01月15日〜4月19日 - First Solo Tour『はじめまして逹瑯です。』
- 2022年04月12日・4月20日 - はじめてのアコースティックライブ
- 2022年04月25日 - いじくりROCKS! presents 「いじくらNIGHT Vol.2」
- 2022年09月22日・23日・26日 - imagination from the other side
- 2023年01月08日 - Kitchen Guys 1st Kitchen Party